# Квалификације за Европско првенство у рукомету 2018.
Квалификације за Европско првенство у рукомету 2018. одржавају се у организацији Европске рукометне федерације ЕХФ од јуна 2014. до јуна 2017. Репрезентација Хрватске се директно пласирала на првенство, као домаћин првенства 2018. године. За квалификације се пријавило 37 репрезентација, које се боре за 15 мјеста које воде на ЕП.

## Квалификациони систем
У квалификацијама учествовало је 37 репрезентација , које се такмиче за 15 места на завршном турниру. Репрезентације играју двоструки лига систем.

## Предтакмичење
- Сва времена су по срдњеевропском времену

| Легенда              |
| -------------------- |
| Квалификован у бараж |
| Испали               |

### Жрјеб предтакмичења
Жрјеб предтакмичења одржан је у Бечу Аустрија. Побједници група квалификују се у бараж.
| Шешир 1                     | Шешир 2                        | Шешир 3                  |
| --------------------------- | ------------------------------ | ------------------------ |
| Грчка · Естонија · Румунија | Италија · Белгија · Луксембург | Кипар · Грузија · Косово |

### Група 1
| 30. октобар 2014. 18:30 | Грчка          | 27:25   | Кипар     | ПЕАК Олимпионикис Д. Тофалос, Проастио, Патрас Гледалаца: 500 Судије: Јовић, Арнаутовић (БИХ) |
| 30. октобар 2014. 18:30 | Пападопулос 10 | (16:11) | Аргироу 8 | ПЕАК Олимпионикис Д. Тофалос, Проастио, Патрас Гледалаца: 500 Судије: Јовић, Арнаутовић (БИХ) |
| 30. октобар 2014. 18:30 | 3×             | Детаљи  | 3×        | ПЕАК Олимпионикис Д. Тофалос, Проастио, Патрас Гледалаца: 500 Судије: Јовић, Арнаутовић (БИХ) |

| 2. новембар 2014. 18:00 | Кипар     | 17:23  | Грчка         | Елефтхериа Индор дворана, Никозија Гледалаца: 300 Судије: Набокау, Кулик (БЛР) |
| 2. новембар 2014. 18:00 | Аргироу 7 | (9:12) | Пападопулос 4 | Елефтхериа Индор дворана, Никозија Гледалаца: 300 Судије: Набокау, Кулик (БЛР) |
| 2. новембар 2014. 18:00 | 2× 3×     | Детаљи | 3×            | Елефтхериа Индор дворана, Никозија Гледалаца: 300 Судије: Набокау, Кулик (БЛР) |

| 29. април 2015. 18:30 | Кипар   | 17:26  | Белгија      | Елефтхериа Индор дворана, Никозија Гледалаца: 300 Судије: Циндрић, Гонзурек (ХРВ) |
| 29. април 2015. 18:30 | Аргироу | (8:15) | Валкенборг 7 | Елефтхериа Индор дворана, Никозија Гледалаца: 300 Судије: Циндрић, Гонзурек (ХРВ) |
| 29. април 2015. 18:30 | 3×      | Детаљи | 3×           | Елефтхериа Индор дворана, Никозија Гледалаца: 300 Судије: Циндрић, Гонзурек (ХРВ) |

| 2. мај 2015. 20:00 | Белгија       | 30:20  | Кипар       | Ла Преале дворана, Херстал Гледалаца: 1.300 Судије: Вилс, Колин (БРИ) |
| 2. мај 2015. 20:00 | Д. Кедзиора 7 | (12:7) | Никифороу 4 | Ла Преале дворана, Херстал Гледалаца: 1.300 Судије: Вилс, Колин (БРИ) |
| 2. мај 2015. 20:00 | 4× 3×         | Детаљи | 2× 3×       | Ла Преале дворана, Херстал Гледалаца: 1.300 Судије: Вилс, Колин (БРИ) |

| 10. јун 2015. 20:00 | Белгија                 | 30:25   | Грчка         | Спортска дворана Алверберг, Хаселт Гледалаца: 1.600 Судије: Вешовић, Митровић (ЦГ) |
| 10. јун 2015. 20:00 | Д. Кедзиора, Де Беуле 6 | (16:17) | Пападопулос 8 | Спортска дворана Алверберг, Хаселт Гледалаца: 1.600 Судије: Вешовић, Митровић (ЦГ) |
| 10. јун 2015. 20:00 | 5× 3×                   | Детаљи  | 4× 3×         | Спортска дворана Алверберг, Хаселт Гледалаца: 1.600 Судије: Вешовић, Митровић (ЦГ) |

| 14. јун 2015. 18:30 | Грчка     | 29:25   | Белгија       | Микра 3, Солун Гледалаца: 700 Судије: Мартинс, Мартинс (ПОР) |
| 14. јун 2015. 18:30 | Цоуфрас 8 | (15:11) | Д. Кедзиора 5 | Микра 3, Солун Гледалаца: 700 Судије: Мартинс, Мартинс (ПОР) |
| 14. јун 2015. 18:30 | 3×        | Детаљи  | 4× 2×         | Микра 3, Солун Гледалаца: 700 Судије: Мартинс, Мартинс (ПОР) |

|    | Репрезентација | Ут. | Поб. | Н. | Пор. | Пос. | При. | Гр. | Бод. |
| -- | -------------- | --- | ---- | -- | ---- | ---- | ---- | --- | ---- |
| 1. | Белгија        | 4   | 3    | 0  | 1    | 111  | 91   | +20 | 6    |
| 2. | Грчка          | 4   | 3    | 0  | 1    | 104  | 97   | +7  | 6    |
| 3. | Кипар          | 4   | 0    | 0  | 4    | 79   | 106  | -27 | 0    |

### Група 2
| 29. октобар 2014. 19:00 | Естонија        | 28:26   | Грузија  | Калеви спортска дворана, Талин Гледалаца: 550 Судије: Алијев, Агакишев (АЗЕ) |
| 29. октобар 2014. 19:00 | Јарве,Пинонен 5 | (16:15) | Русиа 10 | Калеви спортска дворана, Талин Гледалаца: 550 Судије: Алијев, Агакишев (АЗЕ) |
| 29. октобар 2014. 19:00 | 3×              | Детаљи  | 6× 3×    | Калеви спортска дворана, Талин Гледалаца: 550 Судије: Алијев, Агакишев (АЗЕ) |

| 2. новембар 2014. 15:00 | Грузија | 29:27   | Естонија  | Тбилси спортска дворана, Тбилиси Гледалаца: 2.300 Судије: Аргиридис, Моутас (КИП) |
| 2. новембар 2014. 15:00 | Русиа 8 | (15:14) | Пинонен 7 | Тбилси спортска дворана, Тбилиси Гледалаца: 2.300 Судије: Аргиридис, Моутас (КИП) |
| 2. новембар 2014. 15:00 | 5× 3×   | Детаљи  | 2× 3×     | Тбилси спортска дворана, Тбилиси Гледалаца: 2.300 Судије: Аргиридис, Моутас (КИП) |

| 30. април 2015. 16:00 | Грузија     | 17:16  | Луксембург | Кутаиси спортска дворана, Кутаиси Гледалаца: 1.500 Судије: Набокау, Кулик (БЛР) |
| 30. април 2015. 16:00 | Кантурија 7 | (11:7) | Меис 4     | Кутаиси спортска дворана, Кутаиси Гледалаца: 1.500 Судије: Набокау, Кулик (БЛР) |
| 30. април 2015. 16:00 | 5× 3×       | Детаљи | 2× 3×      | Кутаиси спортска дворана, Кутаиси Гледалаца: 1.500 Судије: Набокау, Кулик (БЛР) |

| 3. мај 2015. 18:00 | Луксембург | 29:20   | Грузија       | Д'Кокју, Луксембург Гледалаца: 1.000 Судије: Аземи, Бекири (КОС) |
| 3. мај 2015. 18:00 | Хофман 7   | (12:11) | Тителишвили 8 | Д'Кокју, Луксембург Гледалаца: 1.000 Судије: Аземи, Бекири (КОС) |
| 3. мај 2015. 18:00 | 7× 3×      | Детаљи  | 2× 3×         | Д'Кокју, Луксембург Гледалаца: 1.000 Судије: Аземи, Бекири (КОС) |

| 10. јун 2015. 19:30 | Луксембург | 26:31   | Естонија               | Д'Кокју, Луксембург Гледалаца: 800 Судије: Јовић, Арнаутовић (БИХ) |
| 10. јун 2015. 19:30 | Бардина 6  | (13:14) | три играча по 5 голова | Д'Кокју, Луксембург Гледалаца: 800 Судије: Јовић, Арнаутовић (БИХ) |
| 10. јун 2015. 19:30 | 3×         | Детаљи  | 4× 2×                  | Д'Кокју, Луксембург Гледалаца: 800 Судије: Јовић, Арнаутовић (БИХ) |

| 13. јун 2015. 19:00 | Естонија | 26:29   | Луксембург | Виљанди спортска дворана, Виљанди Гледалаца: 600 Судије: Самуелсен, Гудјонсон (ФАО) |
| 13. јун 2015. 19:00 | Јанима 8 | (17:14) | Бардина 8  | Виљанди спортска дворана, Виљанди Гледалаца: 600 Судије: Самуелсен, Гудјонсон (ФАО) |
| 13. јун 2015. 19:00 | 5× 2×    | Детаљи  | 7× 3×      | Виљанди спортска дворана, Виљанди Гледалаца: 600 Судије: Самуелсен, Гудјонсон (ФАО) |

|    | Репрезентација | Ут. | Поб. | Н. | Пор. | Пос. | При. | Гр. | Бод. |
| -- | -------------- | --- | ---- | -- | ---- | ---- | ---- | --- | ---- |
| 1. | Луксембург     | 4   | 2    | 0  | 2    | 100  | 94   | +6  | 4    |
| 2. | Естонија       | 4   | 2    | 0  | 2    | 112  | 110  | +2  | 4    |
| 3. | Грузија        | 4   | 2    | 0  | 2    | 92   | 100  | -8  | 4    |

### Група 3
| 29. октобар 2014. 17:30 | Румунија     | 36:24   | Косово | Динамо Поливалент дворана, Букурешт Гледалаца: 1.000 Судије: Мертиниан, Сиреписиос (ГРЧ) |
| 29. октобар 2014. 17:30 | Ставроситу 6 | (17:10) | Хоха 8 | Динамо Поливалент дворана, Букурешт Гледалаца: 1.000 Судије: Мертиниан, Сиреписиос (ГРЧ) |
| 29. октобар 2014. 17:30 | 3×           | Детаљи  | 4× 3×  | Динамо Поливалент дворана, Букурешт Гледалаца: 1.000 Судије: Мертиниан, Сиреписиос (ГРЧ) |

| 1. новембар 2014. 18:00 | Косово  | 16:30   | Румунија | Палати и Ринисе дхе спортеве, Приштина Гледалаца: 1.200 Судије: Дворски, Карлубик (СВК) |
| 1. новембар 2014. 18:00 | Дедај 4 | (10:15) | Гионеа 8 | Палати и Ринисе дхе спортеве, Приштина Гледалаца: 1.200 Судије: Дворски, Карлубик (СВК) |
| 1. новембар 2014. 18:00 | 5× 3×   | Детаљи  | 4× 3×    | Палати и Ринисе дхе спортеве, Приштина Гледалаца: 1.200 Судије: Дворски, Карлубик (СВК) |

| 29. април 2015. 19:30 | Косово   | 22:29   | Италија    | Палати и Ринисе дхе спортеве, Приштина Гледалаца: 1.000 Судије: Сирбу, Супоников (МОЛ) |
| 29. април 2015. 19:30 | Кабаши 8 | (12:17) | Турковић 8 | Палати и Ринисе дхе спортеве, Приштина Гледалаца: 1.000 Судије: Сирбу, Супоников (МОЛ) |
| 29. април 2015. 19:30 | 4× 3×    | Детаљи  | 6× 3× 1×   | Палати и Ринисе дхе спортеве, Приштина Гледалаца: 1.000 Судије: Сирбу, Супоников (МОЛ) |

| 3. мај 2015. 18:00 | Италија     | 35:26   | Косово                 | ПалаГолфо, Фолоника Гледалаца: 2.000 Судије: Јерлецки, Лабун (ПОЉ) |
| 3. мај 2015. 18:00 | Турковић 11 | (18:12) | три играча по 5 голова | ПалаГолфо, Фолоника Гледалаца: 2.000 Судије: Јерлецки, Лабун (ПОЉ) |
| 3. мај 2015. 18:00 | 5× 3×       | Детаљи  | 5× 3×                  | ПалаГолфо, Фолоника Гледалаца: 2.000 Судије: Јерлецки, Лабун (ПОЉ) |

| 10. јун 2015. 20:30 | Италија  | 22:28   | Румунија | Дворана Сан Гјакомо, Конверсано Гледалаца: 2.800 Судије: Боричић, Марковић (СРБ) |
| 10. јун 2015. 20:30 | Мајоне 6 | (10:13) | Нованц 7 | Дворана Сан Гјакомо, Конверсано Гледалаца: 2.800 Судије: Боричић, Марковић (СРБ) |
| 10. јун 2015. 20:30 | 4× 3×    | Детаљи  | 4× 3×    | Дворана Сан Гјакомо, Конверсано Гледалаца: 2.800 Судије: Боричић, Марковић (СРБ) |

| 16. јун 2015. 16:00 | Румунија  | 44:25   | Италија    | Дворана Решица, Решица Гледалаца: 1.512 Судије: Боуноура, Сами (ФРА) |
| 16. јун 2015. 16:00 | Кепреги 8 | (23:13) | Турковић 4 | Дворана Решица, Решица Гледалаца: 1.512 Судије: Боуноура, Сами (ФРА) |
| 16. јун 2015. 16:00 | 6× 3×     | Детаљи  | 4× 3×      | Дворана Решица, Решица Гледалаца: 1.512 Судије: Боуноура, Сами (ФРА) |

|    | Репрезентација | Ут. | Поб. | Н. | Пор. | Пос. | При. | Гр. | Бод. |
| -- | -------------- | --- | ---- | -- | ---- | ---- | ---- | --- | ---- |
| 1. | Румунија       | 4   | 4    | 0  | 0    | 138  | 87   | +51 | 8    |
| 2. | Италија        | 4   | 2    | 0  | 2    | 111  | 120  | -9  | 4    |
| 3. | Косово         | 4   | 0    | 0  | 4    | 88   | 130  | -42 | 0    |

## Бараж
- Сва времена су по срдњеевропском времену

### Жрјеб баража
Жрјеб за бараж одржан је 23. јуна 2015. године у Бечу Аустрија.

#### Прве утакмице
|  | Луксембург | v | Финска |  |
|  |            |   |        |  |
|  |            |   |        |  |

|  | Израел | v | Румунија |  |
|  |        |   |          |  |
|  |        |   |          |  |

|  | Турска | v | Белгија |  |
|  |        |   |         |  |
|  |        |   |         |  |

#### Друге утакмице
|  | Финска | v | Луксембург |  |
|  |        |   |            |  |
|  |        |   |            |  |

|  | Румунија | v | Израел |  |
|  |          |   |        |  |
|  |          |   |        |  |

|  | Белгија | v | Турска |  |
|  |         |   |        |  |
|  |         |   |        |  |

#### Утакмице
| Тим #1     | рез. | Тим #2   | прва утакмица | друга утакмица |
| ---------- | ---- | -------- | ------------- | -------------- |
| Луксембург | 0:0  | Финска   |               |                |
| Израел     | 0:0  | Румунија |               |                |
| Турска     | 0:0  | Белгија  |               |                |